# Festspielhaus Beethoven
Das Festspielhaus Beethoven (auch Beethoven Festspielhaus Bonn) war ein Projekt in Ludwig van Beethovens Geburtsstadt Bonn. Nach einem Architekturwettbewerb mit internationaler Beteiligung bekundeten der Bonner Oberbürgermeister Jürgen Nimptsch und die drei Vorstandsvorsitzenden der in Bonn ansässigen Sponsoren Deutsche Telekom, Deutsche Post und Postbank im April 2010, dass das Projekt „vorerst nicht weiter verfolgt werden“ soll. Die Deutsche Telekom und die Deutsche Postbank stiegen im Verlauf des Jahres endgültig aus dem Projekt aus. Der Rat der Stadt Bonn nahm am 24. November 2011 einen neuen Anlauf und beschloss, die Voraussetzungen für einen Neubau eines Festspielhauses zu klären. Nachdem der letzte Förderer Deutsche Post im Jahr 2015 aus dem Projekt ausstieg, galt das Vorhaben als beendet.

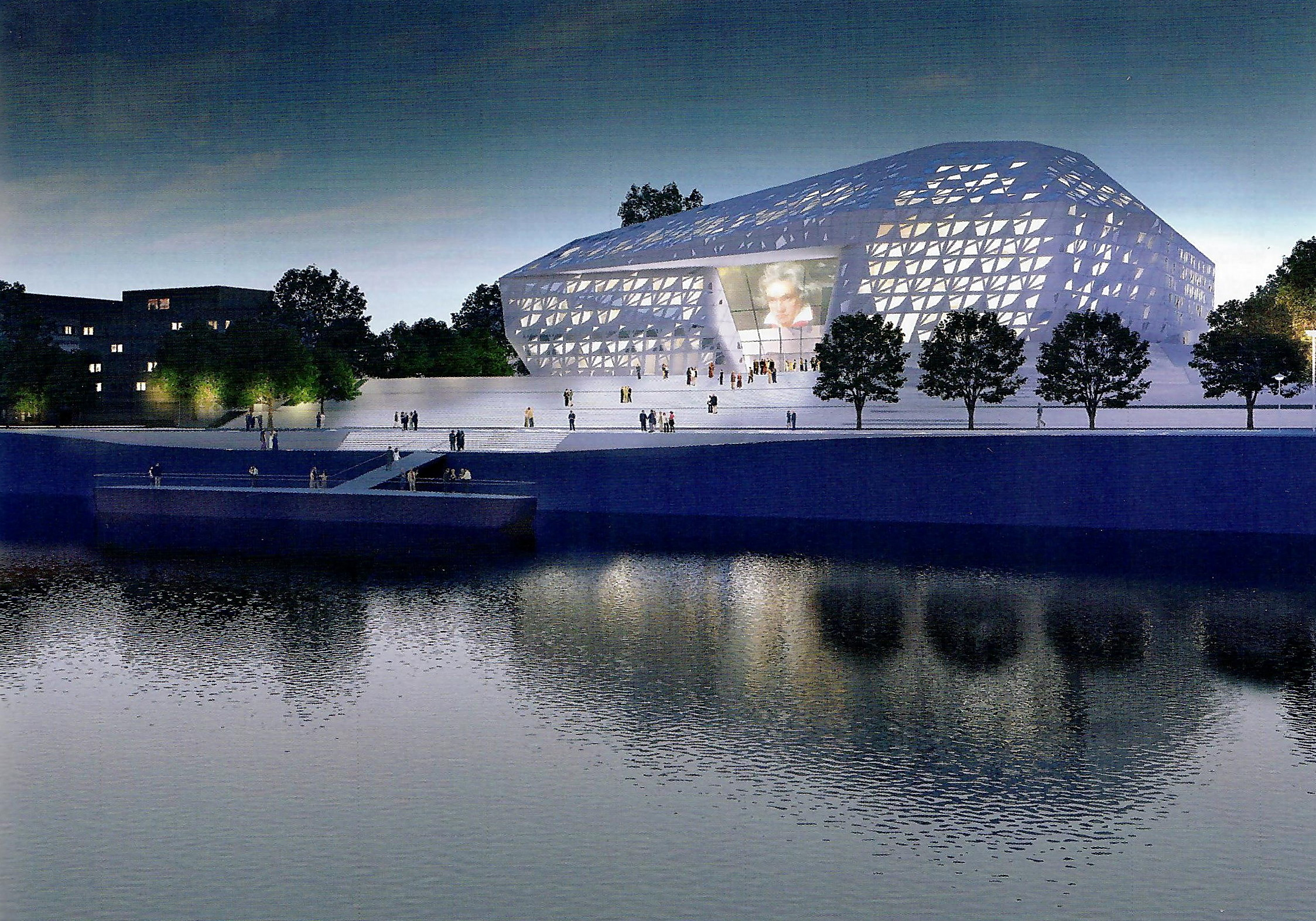
Der „Diamant“, Ansicht vom Rhein, Entwurf 2009, Zaha Hadid, London

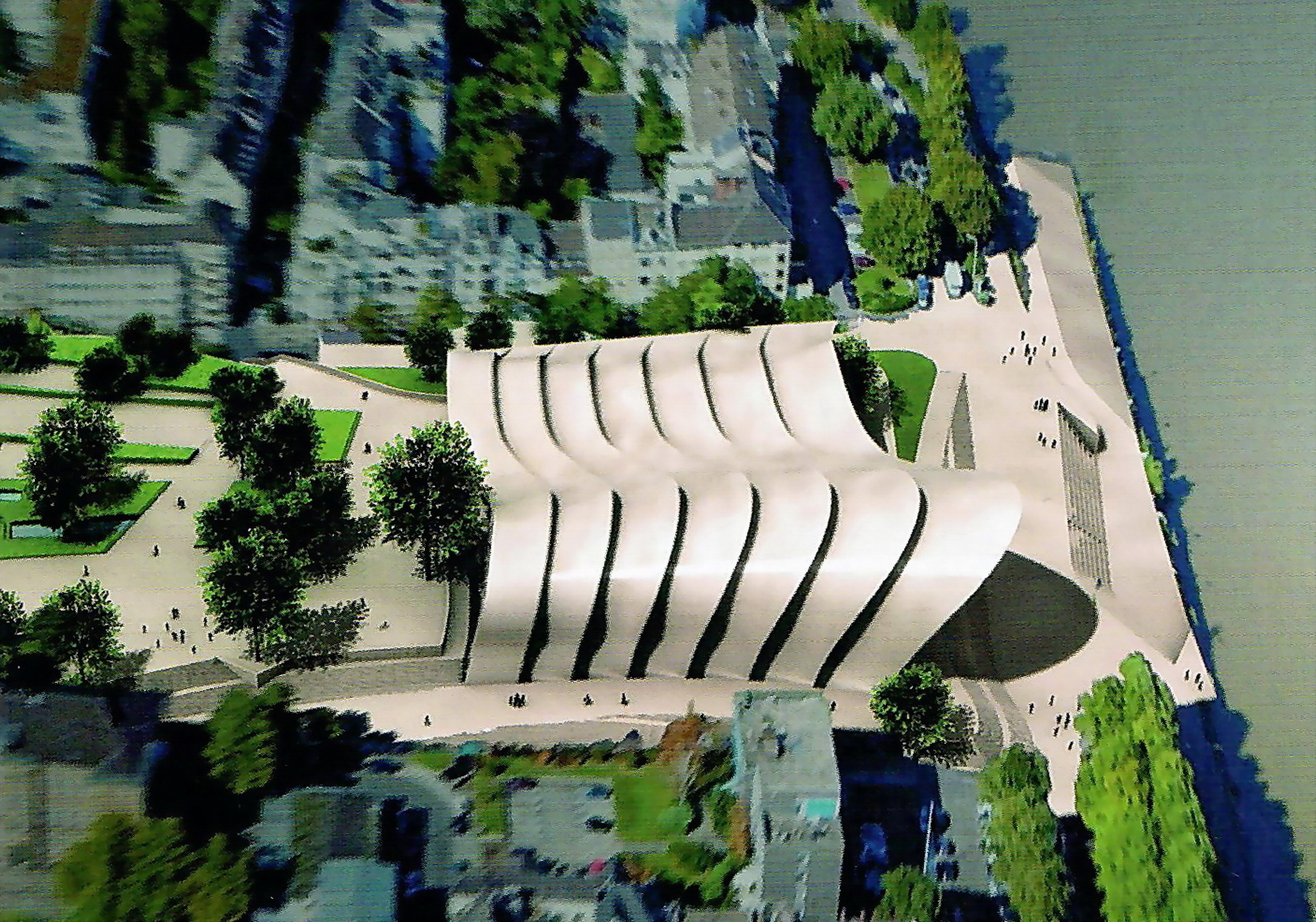
Die „Welle“, Luftbild, Entwurf 2009, Hermann & Valentiny, Remerschen

## Geschichte
Ludwig van Beethovens Geburtstag wird sich im Jahr 2020 zum 250. Mal jähren. Sieben Jahre später, 2027, ist Beethovens 200. Todestag. Vor diesem Hintergrund bekundeten im Frühjahr 2007 auf Initiative des Bonner Kulturrats die drei ortsansässigen Dax-Unternehmen (Deutsche Telekom, Deutsche Post, Deutsche Postbank) der Stadt ein Festspielhaus schenken zu wollen. Etwa 60 bis 80 Millionen Euro soll das Konzert-Gebäude kosten. Wesentlich für das geplante Projekt war der Strukturwandel der ehemaligen Hauptstadt Bonn hin zur Internationalität. „Karin Hempel-Soos vom Bonner Kulturrat möchte den Konzertsaal auch gar nicht erst als eine lokale Einrichtung verstanden wissen – sondern als Konkurrenz zu großen Kulturmetropolen wie der Mozartstadt Salzburg“.
Einen Grundsatzbeschluss zur Verwirklichung dieses Projektes fasste am 13. Juni 2007 der Rat der Stadt mehrheitlich. Darin wird die Verwaltung beauftragt, „die Gespräche und Verhandlungen mit den am Projekt ‚Festspielhaus Beethoven’ Beteiligten zu intensivieren, das Konzept für das ‚Festspielhaus Beethoven’ weiterzuentwickeln und auf dieser Grundlage die Errichtung eines hochkarätigen Konzerthauses in Bonn vorzubereiten.“ Zum Standort heißt es in Punkt zwei des Grundsatzbeschlusses: „Gemeinsam mit den beteiligten Unternehmen hält der Rat das Areal zwischen Beethovenhalle und Rhein als Standort für das ‚Festspielhaus Beethoven’ für geeignet.“ Unter Punkt vier beschloss der Rat die „als Anlage beigefügten städtebaulichen Rahmenbedingungen für das seitens der Deutsche Post World Net, Deutsche Telekom AG und Postbank AG beabsichtigte Architektenauswahlverfahren“. Und zu den Kosten heißt es unter Punkt sieben: „Die weiteren Planungen sind – u. a. durch eine optimale Projektstruktur – so zu gestalten, dass das Ziel, keine zusätzlichen Belastungen für den städtischen Haushalt zu veranlassen, möglichst erreicht wird.“

## Standort

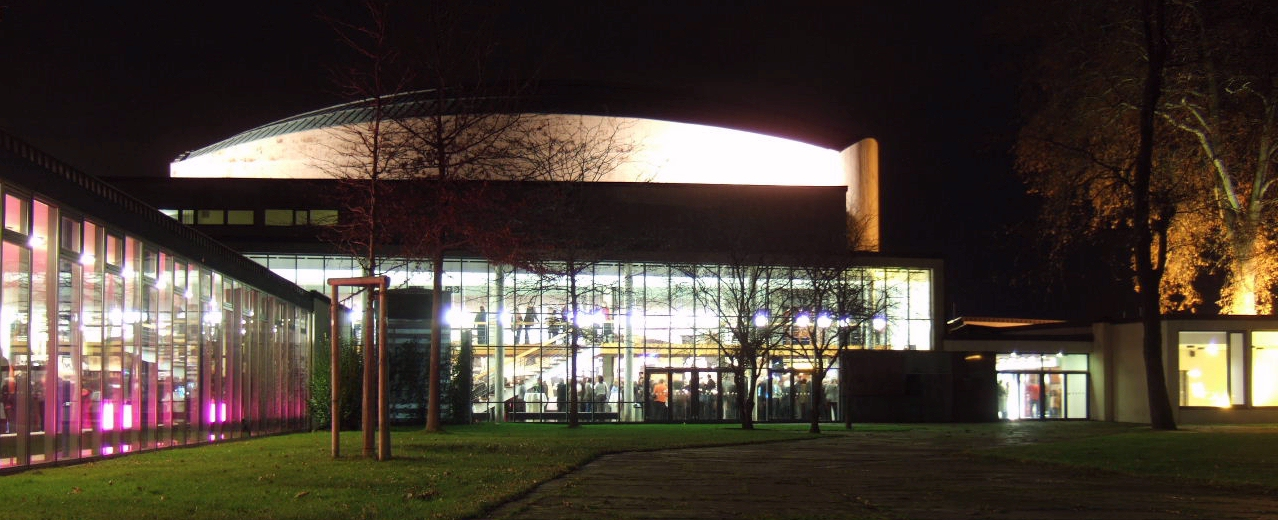
Beethovenhalle – Nachtansicht

Im Grundsatzbeschluss des Rates der Stadt vom 13. Juni 2007 wird der Bereich der jetzigen Beethovenhalle als Standort für das geplante Haus präferiert. Verwaltung und Projektbeirat wurden darüber hinaus aufgefordert, in das weitere Verfahren neben dem favorisierten Areal Alternativstandorte einzubeziehen. Genannt wurden die Museumsmeile und die Gronau.
Hinsichtlich der Beethovenhalle heißt es in der Anlage zu dem Beschluss: „Das neue ‚Festspielhaus Beethoven‘ soll in unmittelbarer Nähe zur bestehenden Beethovenhalle errichtet werden. Hierbei sind planerische Lösungen für die Anbindung zum Komplex der bestehenden Beethovenhalle vorzuschlagen. Als Baufenster vorgesehen ist das östlich angrenzende Grundstück am Ufer des Rheins zwischen den Straßen Wachsbleiche im Norden und Theaterstraße im Süden.“
Elf mögliche Standorte prüfte danach die Bonner Stadtverwaltung, ob sie für die Errichtung des Hauses geeignet sind. Drei dieser Standorte werden in der Stellungnahme der Verwaltung für die Sitzung des Projektbeirates Festspielhaus vom 17. Dezember 2007 als geeignet bezeichnet. Dabei handelt es sich um den Standort Museumsmeile (Areal südlich der Kunst- und Ausstellungshalle) und um zwei Standorte im Bereich der Beethovenhalle – ein Standort westlich und ein Standort südöstlich der Halle. Ein Standort südlich der Beethovenhalle, dort wo sich das Studentenwohnheim Erzberger Ufer befindet, wurde als eingeschränkt geeignet bezeichnet. Vor dem Projektbeirat Festspielhaus sprach sich die damalige Oberbürgermeisterin Bärbel Dieckmann dafür aus, das neue Konzerthaus in Ludwig van Beethovens Geburtsstadt auf dem Areal der Beethovenhalle zu errichten.
Im April 2008 vollzog Oberbürgermeisterin Dieckmann einen Schwenk: das Festspielhaus sollte weder neben der Beethovenhalle oder gar an einem anderen Standort gebaut werden. „Das wäre mit 75 Millionen Euro nicht zu machen“, zitierte sie der Bonner General-Anzeiger am 19./20. April 2008. Sie setze sich nun für eine „integrative Lösung“ ein. Danach sollten Außenansicht und Dach der Halle „weitgehend erhalten bleiben“, der Innenraum aber völlig umgebaut werden mit zwei Sälen und der Verlagerung des Haupteingangs zum Rhein hin. Zu diesem Konzept würden nun auch die Bauherren tendieren.
Ein halbes Jahr später erfolgte durch die Ankündigung der Stadt, dass sich „Elf international renommierte Architekturbüros aus den USA, Japan, Großbritannien, Italien, Österreich, Luxemburg und Deutschland um den Bau des Festspielhauses bewerben“, eine wichtige Präzisierung für das gesamte spätere Verfahren: „Prinzipiell sind drei Lösungen möglich: - Die Integrative Lösung mit einer in die alte Halle (Hülle) hinein gebautes neues Konzerthaus. - Ein Neubau nach Abriss der bestehenden Beethovenhalle. - Ein Neubau neben dem heutigen, 1959 errichteten und unter Denkmalschutz stehenden Konzertsaal“.
Drei Monate nach der Wahl eines neuen Stadtrates und eines neuen Oberbürgermeisters im September 2009 teilte der Bonner Stadtdirektor Volker Kregel mit, der gleichzeitig städtischer Projektleiter für das Festspielhausprojekt war, dass es hinsichtlich des Standortes eine Alternativ-Planung gebe. In Absprache mit Oberbürgermeister Jürgen Nimptsch werde laut darüber nachgedacht, „die Entscheidung für den Standort auf dem Gelände der Beethovenhalle aufzugeben“. Als Alternativstandort nannte Kregel ein Grundstück neben der Telekom-Zentrale, auf dem sich derzeit noch das Landesbehördenhaus, das ehemalige Bonner Polizeipräsidium, befindet. In einer Stellungnahme vom Februar 2010 erklärte die Verwaltung, es gebe „keine Pläne zum Standortwechsel, sondern lediglich den Hinweis auf andere Optionen“.
Zwei Wochen später, am 19. Februar 2010, teilte Oberbürgermeister Nimptsch mit, dass „die Projektpartner jetzt Alternativen“ prüften, „die am Rhein liegen: am Alten Zoll, im Park zwischen Villa Hammerschmidt, Kanzlerbungalow und Palais Schaumburg. Und in der Rheinaue.“ In der dem Projektbeirat im März 2010 vorgelegten „Ergänzenden Standortbewertung“ kam die Verwaltung für den Standort Rheinauenpark/Rheinpavillon zu der Bewertung „sehr eingeschränkt geeignet“, die drei anderen seien nicht geeignet.

## Finanzierung
Das künftige Beethoven Festspielhaus Bonn sollte auf zwei Säulen ruhen. Besitzer und Bauherr sollte eine von den drei Unternehmen, Deutsche Post AG, Postbank und Deutsche Telekom, noch zu gründende Objektgesellschaft sein. Die Objektgesellschaft hätte dann das Festspielhaus an eine ebenfalls noch zu gründende Stiftung, die die Konzerthalle betreiben soll, gestiftet.

### Baukosten
Die unterstützenden Unternehmen erklärten im Jahr 2007, die Kosten für den Bau des Festspielhauses in Höhe von 75 Millionen Euro übernehmen zu wollen.
Am 2. Februar 2008 berichtete Spiegel Online, dass das Zustandekommen dieser Zusage „ziemlich dubios“ gewesen sei – zumindest aus Sicht der Deutschen Telekom und ihrer Aktionäre. „Der Plan für das Millionengeschenk wurde nämlich“, so Spiegel Online weiter, „keineswegs im Telekom-Vorstand oder in der Marketingabteilung geboren. Die teure Idee kam von Telekom-Aufsichtsratschef Klaus Zumwinkel“, der am 15. Februar 2008, nach einer Razzia der Steuerfahndung, als Vorstandsvorsitzender der Deutschen Post zurücktrat. Ebenfalls am 2. Februar beantwortet die Sprecherin des Bonner Kulturrats, Karin Hempel-Soos, im Bonner Generalanzeiger „die zehn wichtigsten Fragen rund um Bonns anspruchsvollstes Kultur-Projekt“. Zu den Baukosten meinte Hempel-Soos: „Der Bonner Kulturrat hat im letzten Jahr mit vielen Architekten, Bausachverständigen und Akustikern gesprochen und sich davon überzeugen lassen, dass man mit 75 Millionen Euro bauen kann, gute Architektur und gute Akustik eingeschlossen“. Zu diesem Zeitpunkt lagen allerdings noch keine Architektenentwürfe vor, auf deren Grundlage eine erste Kostenschätzung möglich gewesen wäre. Wenig später lehnte es die OB ab, neben der Beethovenhalle oder an einem anderen Standort das neue Haus zu bauen, nicht zuletzt aus Kostengründen: „Das wäre mit 75 Millionen Euro nicht zu machen“.
Nachdem sich die Sprecherin des Bonner Kulturrats zu möglichen Finanzierungsproblemen der übrigen Bonner Kultureinrichtungen, verursacht durch das Festspielhaus, nicht äußerte und es um das Projekt etwas stiller geworden war, bekannte sich in einem Interview mit dem Bonner Generalanzeiger im August 2008 Zumwinkels Nachfolger, Frank Appel, als Vorstandsvorsitzender der Deutschen Post zu dem Projekt: „Unsere Zusagen stehen, und bei unserem Engagement wird es auch bleiben.“ Karl-Gerhard Eick, bis Februar 2009 stellvertretender Vorstandsvorsitzender der Deutschen Telekom, machte in einem Brief vom September 2008 an die Oberbürgermeisterin jedoch klar, dass es bis zu diesem Zeitpunkt keinen Beschluss über die Finanzierung des Festspielhauses seitens seines Unternehmens gebe. Einen endgültigen Beschluss mache er von einer Reihe von Bedingungen abhängig. Dazu zählten die „gesicherte Einhaltung des Finanzrahmens“, „die finanzielle Absicherung eines nachhaltigen Betriebs des Festspielhauses auf Spitzeniveau“ und „die abschließende Ausräumung etwaiger Rechtsrisiken für das Unternehmen“. Diese Position vertrat auch Eicks Nachfolger, Timotheus Höttges. „Wir haben aber im Vorstand noch keine Entscheidung für das Festspielhaus getroffen“, bekräftigte Höttges in einem Interview im Mai 2009. Auf die Frage, was denn noch fehle, nannte Höttges „ein klares, nachhaltiges Kultur-Konzept“ für die Stadt, außerdem stelle sich die Frage der Finanzierung des laufenden Betriebes des Festspielhauses und die Frage der Finanzierung des Festspielhauses selbst, „die sich in dem dafür veranschlagten Rahmen bewegen muss“. Nach Höttges Meinung brauchte das Projekt Festspielhaus „noch mehr Zeit zur Reife“.
Eine „Zeit zu Reife“ war offensichtlich, denn im Februar 2009 hieß es in der FAZ: „Die Pläne für das Beethoven Festspielhaus in Bonn stecken voller Risiken“. Das „fragwürdige Verfahren“ die „ungeklärten Folgekosten“ sowie die Baukostenannahmen wurden von Andreas Rossmann kritisch hinterfragt: Das Beethoven Festspielhaus, dessen Bau die Dax-Unternehmen Deutsche Post, Deutsche Telekom und Postbank zu sponsern beabsichtigen, soll „World-Class-Architektur“ und „First-Class-Akustik“ zum halben Preis bieten, inklusive Nebenkosten und Mehrwertsteuer. „Es handelt sich dabei“, so heißt es in der Aufgabenstellung, „um ein fixiertes und aus rechtlichen Gründen nicht veränderbares Budget.“ Die Obergrenze wurde den elf Architekten, die zum Auswahlverfahren eingeladen wurden, mehrfach eingeschärft. Doch keiner der zehn, die abgegeben haben, konnte sie einhalten. Der günstigste Vorschlag soll bei 79, der von Zaha Hadid bei 95 Millionen Euro liegen. Dass gerade ihre Entwürfe, so sie realisiert werden, im Preis explodieren, hat nicht nur das Wissenschaftszentrum Phaeno in Wolfsburg vorgeführt: Auf zunächst zwanzig Millionen veranschlagt, hat es schließlich 79 Millionen Euro gekostet. So wurde in Bonn die Konkurrenz schon im Ansatz verzerrt: Wer das „zentrale Kriterium“ ernst nahm, brachte sich um die Chance weiterzukommen.
Der Anteil, den die Stadt Bonn in das Projekt einbringen könnte, wenn es zu einem Beschluss über den Abriss der Beethovenhalle kommen sollte, würde aus dem Grundstück und den Aufbauten der Beethovenhalle bestehen. Ihren Wert einschließlich Veranstaltungshalle, Verwaltungsgebäude, Anbau Beethovenhalle und Außenanlagen bezifferte die Stadt in einer Vorlage für den Stadtrat auf insgesamt 14,4 Mio. €. Im Dezember 2008 beschloss der Rat der Stadt, im Falle einer Übertragung des Beethovenhallengrundstücks auf die Objektgesellschaft in einer Erbbaurechtsvereinbarung auf eine vertraglich fixierte Bauverpflichtung zu verzichten.
In einem Interview mit dem General-Anzeiger machte auch der neue Bonner Oberbürgermeister Jürgen Nimptsch Ende Oktober 2009 deutlich, dass die Unternehmen den Bau selbst finanzieren: „Da fließt kein städtischer Euro rein.“ Damit wich er von seiner Aussage ab, die er zu den veranschlagten Betriebskosten in Höhe von 3,8 Mio. Euro im Mai 2009 getroffen hatte: „Ich stelle mir vor, dass die aus der inhaltlichen Konzeption abzuleitenden jährlichen Betriebskosten durch eine optimale Projektstruktur, durch Einzel- und Programmsponsoring, durch Mieteinnahmen für Fremdveranstaltungen und schließlich durch die Kartenverkäufe soweit eingegrenzt werden können, dass der verbleibende städtische Beitrag in der Reihe mit anderen renommierten städtischen Kultureinrichtungen (z. B. dem städtischen Kunstmuseum) absolut verträglich ist.“

### Betriebskosten
Für den laufenden künstlerischen und technischen Betrieb des Beethoven Festspielhauses sollte eine Stiftung verantwortlich sein. Mit dem Grundsatzbeschluss des Bonner Rates von 2007 wurde der Bonner Stadtdirektor Volker Kregel beauftragt, eine Satzung für diese Stiftung zu erarbeiten. Beteiligte der Stiftung sollten der Bund, das Land NRW, die Stadt Bonn, der Rhein-Sieg-Kreis, die Sparkasse KölnBonn, der Bonner Kulturrat und die drei Unternehmen sein. Größter Geldgeber für das Stiftungskapital wäre der Bund gewesen, der 39 Millionen Euro einbringen wollte, weil er die Pflege von Beethovens Vermächtnis als nationale Aufgabe ansieht. Die Sparkasse KölnBonn beabsichtigte fünf Jahre lang jeweils eine Million Euro in die Stiftung einzubringen. Überdies erklärte der Rhein-Sieg-Kreis drei Millionen Euro zum Stiftungskapital beizusteuern.
Mit Hilfe eines Business-Planes sollten die Betriebskosten berechnet werden, die auf die Stiftung zugekommen wären. Ein von Karsten Witt (von 2008 bis 2010 Projektbeauftragter für das geplante Beethoven Festspielhaus in Bonn, verantwortlich für Koordination der Gesamtplanung inkl. Programmplanung und Budgetierung) für Oktober 2008 angekündigter Business-Plan konnte zu dem vorgesehenen Zeitpunkt nicht vorgelegt werden. Im Rahmen der Arbeitsteilung der Sponsoren war Witt mit inhaltlichen Fragen beschäftigt. Zur Begründung gab er an, er habe den „Abstimmungbedarf bei der Erstellung vollkommen unterschätzt“ und die „derzeitigen wirtschaftlichen Rahmenbedingungen“ hätten dazu geführt, dass er „bei den beteiligten Unternehmen gar keine Ansprechpartner mehr finde“. Statt eines Business-Plans legte Witt zwei Monate später, am 15. Dezember 2008, ein „Konzept für das Festspielhaus Beethoven in Bonn“ vor. Die darin vorgenommene Schätzung von Einnahmen und Ausgaben des geplanten Festspielhauses gingen von jährlichen Ausgaben in Höhe von 13,1 Mio. € aus. Als die wichtigsten Einnahmeposten wurden genannt: Karteneinnahmen (3,69 Mio. €), Vermietungen (1,11 Mio. €), Zuschüsse (der Stadt Bonn in Höhe von 3,8 Mio. € und des Landes NRW in Höhe von 1 Mio. €) und Erträge aus dem Kapital der geplanten Stiftung Festspielhaus Beethoven (2 Mio. €). Anfang 2010 war der Business-Plan fertig. Im März 2010 wurde er dem städtischen „Projektbeirat Festspielhaus“ präsentiert. Der von Seiten der Stadt vorgesehene Zuschuss hätte sich danach auf insgesamt 4,6 Mio. € erhöht, wobei immer noch nicht alle Kosten miteingerechnet waren, die von der Stadt aufzubringen gewesen wären. Nach dem Anfang 2010 vorgelegten Business-Plan sollte der jährliche Betrieb des Festspielhauses insgesamt mehr als 18 Mio. € kosten. Der wichtigste Unterschied zu den Berechnungen von Karsten Witt aus dem Jahr 2008 war der Posten Miete, den Witt in dem „Konzept für das Festspielhaus Beethoven in Bonn“ nicht berücksichtigt hatte. Die Stiftung sollte für die Miete des von den Sponsoren erbauten Hauses 30 Jahre lang 6 Mio. € aufbringen.
Was die Zuschüsse der Stadt anging, sah der Grundsatzbeschluss des Rates vom 13. Juni 2007 vor, die weiteren Planungen des Projektes Festspielhaus so zu gestalten, „dass das Ziel, keine zusätzlichen Belastungen für den städtischen Haushalt zu veranlassen, möglichst erreicht wird.“ Dies war vor dem Hintergrund zu sehen, dass die Stadt Bonn hoch verschuldet ist und ihr drohte, in ein Haushaltssicherungskonzept (HSK) oder sogar in den Nothaushalt zu rutschen. Welche Kosten wegen des WCCB-Desasters auf die Stadt zukommen, war noch gar nicht abzusehen. Die Förderung der Bonner Kultur durch den Bund lief 2010 aus. Diese Umstände führten in den vergangenen Jahren zu einem harten Sparkurs im Bereich der Kultur.

## Künstlerisches Konzept
Im Dezember 2008 schlug Karsten Witt in seinem „Konzept für das Festspielhaus Beethoven in Bonn“ vor, das Programm des Festspielhauses in zwei Bereiche zu gliedern: In Konzertreihen und in Festivals. Durch die mehr als 20 Konzertreihen soll „gewissermaßen die musikalische Grundversorgung durch das Festspielhaus sichergestellt“ werden. Solche Reihen sollen beispielsweise Konzerte des Beethoven Orchesters Bonn, internationaler Orchester, Konzerte von Streichquartetten und „großer Solisten“ sein. Von derselben Wichtigkeit wie die Reihen sollen ein halbes Dutzend Festivals sein. Witt nennt das Beethovenfest, ein „Festival alter Musik zu einem bestimmten Thema“ und ein „Populäres Festival zu einem bestimmten Thema“.
Dieses Konzept war ein erster Entwurf; zwischenzeitlich sind – nach Auskunft der Sponsoren – verschiedene Konzepte entwickelt worden, um mögliche Bespielungsvarianten finanziell durchzurechnen. In einem Sachstandsbericht an den Rat der Stadt Bonn teilte der Oberbürgermeister im November 2009 mit, dass ein „Vollprogramm, beispielsweise nach dem Modell der Kölner Philharmonie“ seitens der Verwaltung „betriebswirtschaftlich nicht für realisierbar erachtet“ wird. Die Verwaltung gehe „im derzeitigen Arbeitsentwurf eines Businessplans von insgesamt rd. 250 Veranstaltungen jährlich aus“.

## Architekturentwürfe
Das privatrechtlich ausgerichtete Vergabeverfahren aus dem Jahr 2008 war kein ordentlicher, offener Architektenwettbewerb, wie er bei öffentlichen Aufträgen in Zusammenarbeit mit den Architekten- und Ingenieurkammern der jeweiligen Länder vorgeschrieben ist. Zu Beginn des Auswahlverfahrens, Mitte Oktober 2008, nannte die Deutsche Post AG für die drei Unternehmen 11 internationale Architekturbüros, die mit Entwürfen für den Bau beauftragt wurden. Drei Leitlinien galten für sie: Das neue Haus soll sowohl architektonisch als auch akustisch Weltniveau haben, das Investitionsvolumen maximal 75 Millionen Euro betragen. Als „Option“ von Seiten der Sponsoren hatten die Architekten, die Beethovenhalle einzubeziehen oder abzureißen, womit die Sponsoren die vom Rat beschlossenen „städtebaulichen Rahmenbedingungen“ ignorierten. Diese gingen nämlich von einem Nebeneinander von alter und neuer Halle aus, nicht von einem Abriss.
Bis auf Norman Foster legten alle eingeladenen Architekturbüros Beiträge für das Auswahlverfahren vor. Die Beiträge wurden von den Sponsoren mit 50.000 € honoriert. Von einem Neubau an Stelle der Beethovenhalle gehen die Entwürfe von Zaha Hadid, Hubert Hermann und Francois Valentiny (Hermann & Valentiny), Arata Isozaki, Richard Meier, Murphy/Jahn und Thomas van den Valentyn aus. Die Entwürfe von David Chipperfield, Allies and Morrison Architects, Antonio Citterio und Schuster Architekten gehen von dem Erhalt der Beethovenhalle bzw. wichtiger Elemente aus. (Hinweis: Ein „integratives“ Konzept als Erweiterung des denkmalgeschützten Bestandsbaus wurde später auch realisiert. Siehe: Beethovenhalle, Abschnitt: Modernisierung und Erweiterung.) Die 10 Entwürfe waren vom 31. Januar 2009 bis zum 15. Februar 2009 im Posttower zu besichtigen.
Am 31. Januar 2009 informierten die Sponsoren die Öffentlichkeit über die Ergebnisse der bisherigen Architektenauswahl. Sie nannten vier Entwürfe, die in eine zweite Planungsphase gingen und dabei weiter präzisiert werden sollten. Das waren die Entwürfe von Zaha Hadid, Hermann & Valentiny and Partners, Arata Isozaki und Richard Meier. Architekten, deren Entwürfe den Abriss der Beethovenhalle verlangen.
Ein einberufenes Expertengremium begleitete das Auswahlverfahren. Das Gremium bestand aus rund 80 Mitgliedern (Bund, Land NRW, Stadt Bonn, Wirtschaft, Kultur, Architektur, Akustik u. a.). Zur abschließenden Beratung über die zehn Modelle teilte sich das Gremium in zwei Gruppen auf: Architektur und Akustik. Beide stellten je eine Liste mit ihren Favoriten zusammen, die in zwei Punkten voneinander abwichen. Anschließend fanden sich die beiden Gruppen wieder zusammen, und das Gremium bestimmte eine endgültige Liste mit vier Entwürfen für die nächste Runde. Diese favorisierten sämtlich einen Abriss der Beethovenhalle und einen Festspielhaus-Neubau.
Die geladenen Experten für das Auswahlverfahren waren „keine Preisrichter“ und hatten nur Beraterfunktionen. Vertreter der Stadt und der Bürger waren bei der Expertenanhörung, so Andreas Rossmann in der F.A.Z vom 16. Februar 2009, „Zaungäste“. Die Entscheidung, welche Entwürfe ausgewählt wurden, trafen alleine die Sponsoren. Am 16. Februar 2009 berichtete die Frankfurter Allgemeine Zeitung (F.A.Z), dass die vier ausgewählten Entwürfe der Sponsoren nicht identisch seien mit vier Entwürfen, die das Expertengremium favorisierte. Die Zeitung beruft sich auf Landeskonservator Udo Mainzer, der als Experte an der Anhörung teilnahm. So seien von den Sponsoren zwei Entwürfe, die von Schuster & Schuster und von David Chipperfield „plötzlich“ ausgetauscht und durch die Entwürfe von Hermann & Valentiny und Arata Isozaki ersetzt worden. Begründungen für diese Entscheidung wurden von Seiten der Sponsoren nicht gegeben. Ebenfalls sei kein Wettbewerbsprotokoll geführt worden.
Einen Tag zuvor erschien, ebenfalls in der FAZ ein Beitrag mit dem Tenor: „Was sind das für Barbaren, die hier die Axt ansetzen“: „Heute soll dieser (Bestands-)Bau nichts mehr wert sein... Um den keineswegs zwingenden Standort zu rechtfertigen, redet man das bestehende Bauwerk schlecht: Langweilige Architektur sei das, piefig und provinziell, außerdem handele es sich um einen Mehrzweckbau mit miserabler Akustik. Also weg damit. Dass die Beethovenhalle unter Denkmalschutz steht, wen kümmert das schon. Die Rede von der angeblich miserablen Akustik der Beethovenhalle ist Propaganda.“
Auch in der Bundesstadt regte sich Widerstand. Mit einem Offenen Brief an die Oberbürgermeisterin wandte sich im Mai 2009 das Institut für Kunstgeschichte der Rheinischen Friedrich-Wilhelms-Universität Bonn unter Leitung von Hiltrud Kier gegen des Abriss der Beethovenhalle: „Für das zusätzlich neuzubauende Festspielhaus sollte ein neuer Standort gewählt werden, der den außergewöhnlichen architektonischen Entwürfen ein angemessenes städtebauliches Umfeld bietet. Dieses wäre beispielsweise im ehemaligen Regierungsviertel zu suchen, das durch die Umgestaltung zum UN-Quartier bereits qualitativ hochwertige architektonische Impulse erhalten hat.“

### Sieger des Architekten-Auswahlverfahrens

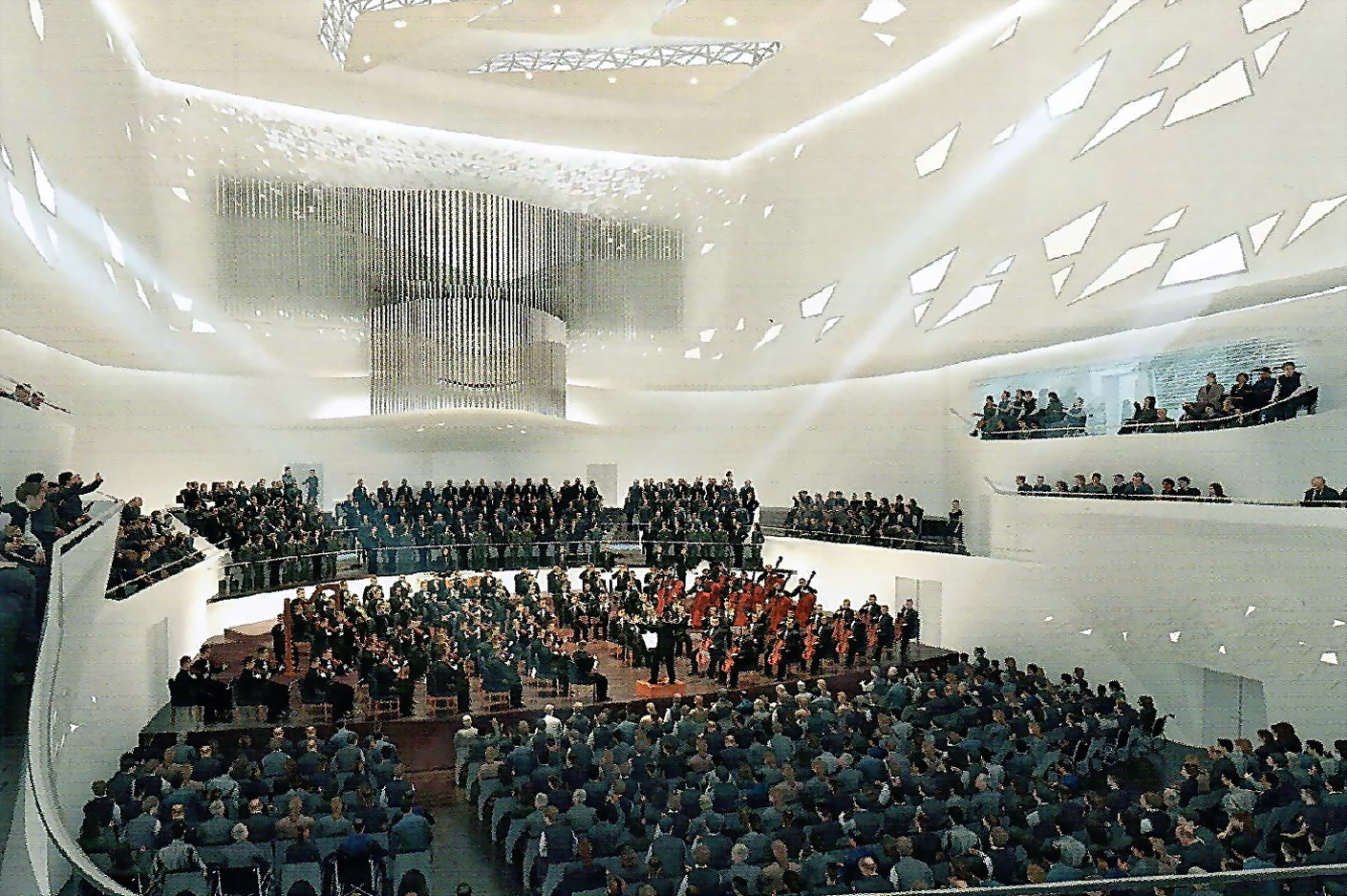
Der „Diamant“, Innenraum, Entwurf 2009, Zaha Hadid, London

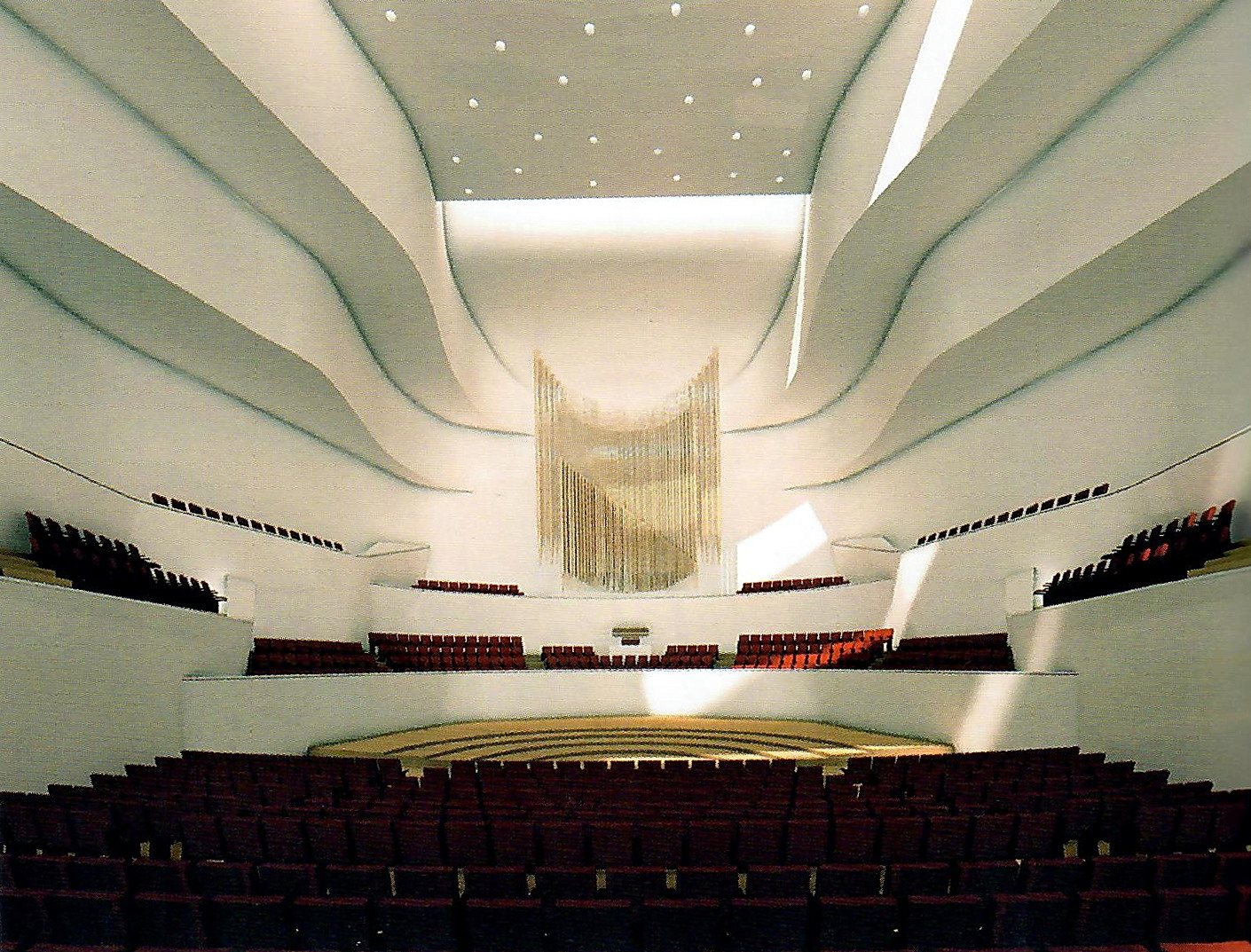
Die „Welle“, Innenraum, Entwurf 2009, Hermann & Valentiny, 2009

Am 9. Juni 2009 teilte die Post mit, dass Zaha Hadid („Der Diamant“) und Hermann & Valentiny („Die Welle“) die Sieger des Architekten-Auswahlverfahrens seien. Ursprünglich wollten die Sponsoren im Frühjahr 2010 die endgültige Entscheidung über das Modell treffen. Nach einer Entscheidung des Postvorstandes am 19. November 2009 sollte die Entscheidung im Herbst 2010 getroffen werden. Bis dahin würden „alle Vorbereitungen auf Eis“ gelegt. Die Post wolle das Ergebnis einer Bürgerbefragung zum Thema Festspielhaus abwarten.

## Unterstützung für das Festspielhausprojekt
Zur Unterstützung des Festspielhausprojektes schlossen sich am 24. November 2009 mehrere Organisationen zusammen. „Fest.Spiel.Haus.Freunde“ nennen sie sich. In einer Resolution heißt es: „Wir sind überzeugt, dass das Festspielhaus das Alleinstellungsmerkmal der Stadt Bonn fördern und den Ruf Bonns national und international als Geburtsstadt Beethovens und aufstrebende Festspielstadt in die Zukunft tragen wird“. Die Probleme, die mit dem Festspielhausprojekt verbunden sind (jährliche Betriebskosten für die Stadt, Abriss der Beethovenhalle) wurden in der veröffentlichten „Unterstützer-Erklärung“ nicht angesprochen.

## Ratsbürgerentscheid, Bürgerentscheid oder Bürgerbefragung?
In einem Antrag vom 9. Februar 2009 forderte die Ratsfraktion der Grünen die Durchführung eines Ratsbürgerentscheides über den Bau des Festspielhauses und die „notwendige finanzielle Beteiligung“ der Stadt am Bau und Betrieb des geplanten Hauses. Der Rat der Stadt lehnte am 25. März 2009 diesen Antrag mehrheitlich ab.
Daraufhin kündigte eine Bürgerinitiative „Für eine soziale Stadt Bonn – gegen Bau eines Festspielhauses“ die Durchführung eines Bürgerbegehrens mit dem Ziel, einen Bürgerentscheid zu erzwingen, an. Fragen nach inhaltlicher Konzeption, Finanzierung und nicht vorhandenen Businessplänen führten zur Kritik am Plan eines Festspielhauses mit eingebautem Bilbao-Effekt.
Am 21. Oktober 2009 betonte der Leiter der städtischen Projektgruppe, der Bonner Stadtdirektor Volker Kregel: „Auf dem Weg zum Festspielhaus müssen und wollen wir die Menschen mitnehmen.“ Gleichzeitig machte er bei der ersten gemeinsamen Pressekonferenz mit dem Oberbürgermeister [Nimptsch] deutlich, „dass über die Höhe eines städtischen Zuschusses erst dann seriöse Erkenntnisse vorliegen würden, wenn die Arbeitsgruppe unter Leitung von Staatssekretär Hans-Heinrich Grosse-Brockhoff ihre Arbeit abgeschlossen habe. Alle bis dahin genannten Beträge seien spekulativ und eigneten sich nicht für die Sachdiskussion. [Es] sei natürlich nicht jeder Betrag leistbar.“ Diese Stellungnahme erfolgte „angesichts des Desasters um das World-Conference Center Bonn (WCCB), der katastrophalen Finanzlage und den nach wie vor zahlreichen ungeklärten Fragen zum geplanten Beethoven-Festspielhaus“.
In dem im Dezember 2009 vereinbarten Koalitionsvertrag zwischen CDU und Grünen begrüßten diese „das Engagement der Daxe für den Ausbau der Beethovenstadt Bonn und den Bau eines Festspielhauses“. Für den Beschluss für eine Beteiligung der Bundesstadt am Betrieb des Festspielhauses erneuerten die Grünen in dem Vertrag ihre Position, dass „die Einbeziehung der Bonner Bürger in Form eines Ratbürgerentscheides unbedingt erforderlich“ ist.
Im Rahmen eines Projektes „Neue Formen der Bürgerbeteiligung in der Bundesstadt Bonn“ plante der neu gewählte Oberbürgermeister Jürgen Nimptsch eine „Befragung“ zur „Thematik Festspielhaus Beethoven“. Dieser Plan sollte nach den Vorstellungen des Oberbürgermeisters „zeitgleich mit der Landtagswahl am 9. Mai 2010 stattfinden“. Im Januar 2010 rückte Nimptsch von diesem Zeitplan ab und kündigte eine gesonderte Umfrage zum Thema Festspielhaus vor dem Sommer 2010 an. Seine Haltung nicht als „Leitwolf“, sondern als „Moderator“ des Verfahrens zu fungieren, zog Kritik auf sich. Zu der angekündigten Befragung der Bürger kam es dann aber nicht.

## Das Projekt soll vorerst nicht weiterverfolgt werden
Nach einem Gespräch am 21. April 2010, an dem die Vorstandschefs der drei Sponsoren, Telekom, Post und Postbank, und Oberbürgermeister Nimptsch sowie Stadtdirektor Kregel teilnahmen, erklärten die Beteiligten, dass das „Projekt Beethoven-Festspielhaus vorerst nicht weiter verfolgt werden“ soll.
Begründet wurde die Entscheidung mit der wirtschaftlichen Situation der Stadt Bonn, die „derzeit andere Prioritäten“ verlange, mit Risiken wie Denkmalschutz und nachhaltige Finanzierung, die „noch nicht abschließend bewertbar“ seien, mit der Prüfung der Unternehmen hinsichtlich alternativer Förderprojekte für Jugend und Bildung und mit der geplanten Erarbeitung eines „ganzheitliches Konzept für den Kulturstandort Bonn und Region“.
Die auf Grund der desolaten Haushaltslage entstandene Situation wurde durch Manfred Harnischfeger, bis 2009 Kommunikationschef des Deutsche-Post-World-Net-Konzerns und ab 2010 kommissarischer Direktor des Beethoven-Hauses Bonn, heftig beklagt. Zwar räumte er in einer Philippika sowohl die wirtschaftliche Problematik der „Beethovenstadt“ Bonn, als auch die offenbar zu niedrige Baukostenschätzungen ein (man ahnte, „dass in Wirklichkeit an die 100 Mio. Euro für den Bau benötigt würden“), sah aber die Verantwortung woanders: „Im Konkreten und Detail erwiesen sich Verwaltung, Rat und große Teile der (sehr kulturaffinen) Bürgerschaft als ein in seligen Vergangenheits- und Bedeutungsträumen verhafteter, bildungsbürgerlicher Debattierklub“.
In einem Gespräch mit dem Generalanzeiger bedauerte der Vorstandsvorsitzende der Post, Frank Appel, zwar diese „richtige Entscheidung“, meinte aber: „Das ist zunächst das Ende des Projektes, was aber nicht heißt, dass es nicht mittelfristig wieder auf die Tagesordnung gesetzt werden kann“.

## Offene Fragen
Wichtige Fragen waren bis zum April 2010 offen, als Sponsoren und Stadt erklärten, dass das Projekt „vorerst nicht weiter verfolgt werden“ sollte. Darauf folgte im September 2011 der endgültige Ausstieg der Postbank als angedachter Investor für den Neubau. Übrig blieb als Sponsor nur die Post. Da die Stadt Bonn wegen der WCCB-Problematik gerade einen Nothaushalt abgewendet hatte, war die Übernahme der jährlichen Betriebskosten von 18 Millionen Euro völlig offen und eine Weiterverfolgung des Projekts „nur mit neuen Sponsoren denkbar“.

### Zeitplan
Der ursprüngliche Zeitplan sah vor, das neue Haus 2011 zu eröffnen. Nach der Entscheidung des Postvorstandes vom 19. November 2009, „alle Vorbereitungen auf Eis“ zu legen und das Ergebnis einer „Bürgerbefragung“ abzuwarten, präsentierte Bonns Oberbürgermeister Jürgen Nimptsch Ende November 2009 einen neuen Zeitplan: ursprünglich sollte im Mai 2010 eine „Bürgerbefragung“ durchgeführt werden. Würde die – so Nimptsch – zugunsten des Festspielhausprojektes ausfallen, werde im Sommer 2010 darüber entschieden, in welcher Weise die Stadt Bonn für den Haushalt 2012 oder 2013 Mittel für das Projekt zur Verfügung stellt. Nachdem der städtische Ausschuss für Beteiligung der Bürger im Februar 2010 die Pläne des Oberbürgermeisters abgelehnt und eigene Pläne für eine Bürgerbefragung verabschiedet hatte, war nicht abzusehen, in welcher Form eine Beteiligung der Bonner Bürger an der Entscheidung über das Festspielhaus geschehen sollte. Auch der Zeitpunkt war unklar.

### Programm
Was an inhaltlichen Aussagen zu dem Programm für das geplante Festspielhaus nach dem Grundsatzbeschluss des Rates vorlag, war ein von Karsten Witt vorgelegtes „Konzept für das Festspielhaus Beethoven in Bonn“ (s. o. Kapitel „Künstlerisches Konzept“). Mehr als eine Sammlung von Ideen stellt dieses Konzept nicht dar. Die Bonner Verwaltung teilte im März 2009 mit, „dass nunmehr unter der Koordination des Landes NRW ein Arbeitskreis „Programm und Budget“ gebildet wird, der sich mit der Erarbeitung der kulturellen Konzeption und eines hieraus abgeleiteten Businessplans befassen wird.“ Ergebnisse dieses Arbeitskreises, die auch der Öffentlichkeit vorgelegt wurden, gab es keine.

### Finanzierung
Bei der Finanzierung bestanden sowohl offene Fragen hinsichtlich der absehbaren Baukosten als auch bei den absehbaren Betriebskosten. Die ursprünglichen Zusagen umfassten 75 Mio. €. Einen verbindlichen Beschluss über die Finanzierung des Projektes gab es von keinem der drei Unternehmen. Die Umsetzung der „Sieger“-Entwürfe hätte einen erheblich höheren Betrag als die 75 Mio. € verlangt. Wie hoch der Betrag sein würde, wurde zum Zeitpunkt der „Sieger“-Kürung am 9. Juni 2009 nicht präzisiert.
Die Post AG hatte – so die Stadt in einer Mitteilungsvorlage für den Rat – „zur Absicherung der Kostenschätzungen ein Auswahlverfahren von Generalunternehmen gestartet“. Ende November 2009 sollten aus einer Gruppe namhafter Generalunternehmer zwei ausgewählt und beauftragt werden, eine marktbasierte Kostenschätzung der überarbeiteten Entwürfe von Zaha Hadid und Hermann & Valentiny bis Anfang Februar 2010 zu erarbeiten. Gemäß dem von der Post ausgegebenen Zeitplan sollten „somit im Februar 2010 zwei optimierte und bis in Details durchgearbeitete Entwürfe mit einer auf vier Säulen ruhenden, externen Kostenschätzung vorliegen“. Ob es diese Kostenschätzung gab, in nicht bekannt – der Öffentlichkeit wurde keine vorgelegt.
Abgesehen von den Baukosten und eventuellen Steuerverlusten für die Stadt Bonn war auch die Deckung der Betriebskosten völlig unklar.
In Karsten Witts Konzept wurde der Zuschuss der Stadt Bonn mit 3,8 Mio. € jährlich angesetzt. Der Rat der Stadt beschloss in seinem Grundsatzbeschluss, dass keine zusätzlichen Belastungen für den städtischen Haushalt entstehen dürfen. Die jährlich vorgesehenen 3,8 Mio. € städtischer Betriebskostenzuschuss hätten eine Vervierfachung dessen bedeutet, was die Stadt für die Beethovenhalle zahlt.

### Standort
Seit 1990 steht die Beethovenhalle unter Denkmalschutz. Die zwei noch im Rennen befindlichen Entwürfe gingen jedoch von einem Abriss der Beethovenhalle aus. Schon 2007 wollten die Sponsoren in einer vertraulichen Marketing-Studie und einem ebenfalls vertraulichen Projektbericht von der damaligen Oberbürgermeisterin Bärbel Dieckmann „definitiv wissen“, ob „die Beethovenhalle abgerissen werden kann, oder ob zumindest der Denkmalschutz so weit aufgehoben werden kann, dass die Halle umgebaut und in ihrem äußeren Erscheinungsbild verändert werden kann“.
Im Gegensatz zu der Aussage der Oberbürgermeisterin, die Bauherrn träten für eine „integrative Lösung“ ein, ließen die bei dem Architektenwettbewerb die Option Abriss der Beethovenhalle zu und wählten in der „Vorauswahl“ solche Entwürfe, die auf den Denkmalschutz keine Rücksicht nehmen.
In einem Interview mit dem General-Anzeiger Bonn sprach sich Landeskonservator Professor Udo Mainzer unter Berücksichtigung vorliegender Entwürfe, die den Erhalt der Beethovenhalle vorsehen, gegen einen Abriss aus. Zu der notwendigen Verbesserung in Funktionalität und Akustik der Halle meinte er: „… All das könnte man innerhalb der bestehenden Hülle verbessern. Bonn kann gerne eine Festspielhaus bekommen, aber nicht auf Kosten des Denkmals.“
Auf einem Kolloquium in der Universität Bonn am 28. November 2009 plädierte der ehemalige Bonner Oberbürgermeister Hans Daniels dafür, „nach Ausweichflächen für das Festspielhaus zu suchen, die im Besitz von Land oder dem Bund seien“. Einen solchen alternativen Standort schlägt die Personalversammlung des Theaters Bonn vor: sie möchte, dass an Stelle des derzeitigen Operngebäudes das neue Haus errichtet wird.

## Ausstieg wichtiger Geldgeber
Am 20. April 2010 gaben die Sponsoren und die Stadt Bonn bekannt: „Das Projekt Beethoven-Festspielhaus soll vorerst nicht weiter verfolgt werden“. „Nach dem Debakel um das World Conference Center (WCCB) platzte jetzt der Traum von einem neuen Bonner Festspielhaus“ urteilte die Fachpresse, worauf die Deutsche Telekom dann im September 2010 ihren Ausstieg aus dem Projekt erklärte. „Man könne sich zwar vorstellen, den laufenden Betrieb zu unterstützen“, so Stephan Althoff, der Leiter des Konzern-Sponsorings, „aber das bisherige Bauherrenmodell ist aus heutiger Sicht unrealistisch.“ Am 5. September 2011 erklärte auch die Postbank das Ende ihres Engagements, da das Projekt den Mitarbeitern und Aktionären nicht mehr vermittelbar sei. Auch die Telekom bestätigte zu diesem Anlass nochmals ihre Entscheidung, während die Post erklärte, den Anteil der anderen Unternehmen nicht übernehmen zu wollen.

## Neues Festspielhaus oder „Plan B“
Im Verlauf des Jahres 2011 gab es mehrfach Versuche, das Projekt Festspielhaus Beethoven vor dem endgültigen Aus zu retten. Das trotz großer finanzieller Probleme im Mai 2011 mit der 9. Symphonie Beethovens fast zeitgleich eröffnete Konzerthaus Harpa in Reykjavík hatte offenbar die Bonner „Festspielhaus Freunde“ reaktiviert. Mit dem Hinweis auf andere im Bau befindliche, oder fertiggestellte Konzerthäuser wurde auf Fortführung des Projekts gedrängt: „Egal ob ‚Kristall‘ oder ‚Welle‘, Bonn soll auch was ‚Schönes‘ haben, so wie Hamburg, Luzern oder Kopenhagen.“ Alternativ dazu mehrten sich jedoch die Stimmen in der Stadt, die einen „Plan B“ befürworteten, der statt eines Neubaus die Modernisierung der Beethovenhalle vorsah.
Am 20. Oktober 2011 fasste der Rat der Stadt Bonn einen Beschluss, in dem er den politischen Willen unterstrich, „einen akustisch höchsten Ansprüchen genügenden Konzertsaal in Bonn zu errichten“. Diesem Beschluss stimmten sowohl die Befürworter eines Neubaus zu als auch die Befürworter des „Plans B“. Die Verwaltung wurde in dem Beschluss beauftragt, die nach wie vor offenstehenden Fragen der Finanzierung und des Standortes eines neuen Festspielhauses zu beantworten. Darauf aufbauend sollte dann ein Zeitplan festgelegt werden für anstehende Entscheidungen. Der Problematik der Aufgabe wurde bereits in der Lokalzeit des WDR am 10. September 2011 anlässlich der Eröffnung des Beethovenfests deutlich; während OB Dieckmann sich als Befürworterin zur Realisierung „sehr skeptisch“ äußerte, und keinen haushaltstechnischen Zusammenhang zwischen dem WCCB und dem Festspielhausprojekt sah, versuchte OB Nimptsch in einer als „wegweisend“ angekündigte Rede die Quadratur des Kreises: „Ob die notwendige… neue architektonische Lösung hier stehen wird und außen noch so aussieht wie jetzt, aber innen ganz anders, ob sie auch außen ganz anders aussehen wird oder ob sie vielleicht gar nicht hier, sondern da oder dort stehen wird, das werden wir alles zusammen herausfinden.“ (Transkription nach Video-Aufzeichnung).
Am 2. November 2011 legte die Verwaltung eine Beschlussvorlage für den Rat vor. Das „Konzerthaus soll in der Rheinaue (in unmittelbarer Nähe des Post-Towers, Charles-de-Gaulle-Straße) errichtet werden... Eine Realisierung des Bauvorhabens am Standort der Oper und an Stelle der jetzigen Beethovenhalle [und ein Abriss derselben] wird nicht weiter verfolgt.“ Im Hinblick auf die Finanzierung des Neubaus gab es zu diesem Zeitpunkt lediglich noch die Zusage der Post, 30 Mio. € in das Projekt einzubringen. Die Lücke von mindestens 40–50 Mio. € sollten nach den Vorstellungen der Beschlussvorlage, basierend auf der Idee von OB Nimptsch, dadurch geschlossen werden, dass fehlende Mittel insbesondere von Unternehmen und Bürgern aus Bonn und der Region erbracht werden. Als Frist, bis zu der die Klärung der Finanzierungsfrage erfolgt sein soll, nennt die Beschlussvorlage den 30. Juni 2012. Dann müsse die Entscheidung erfolgen, ob ein neues Konzerthaus errichtet werden könne.
Kaum war die neue Marschrichtung vorgegeben, da legte der Münchner Landschaftsarchitekt der Bonner Rheinaue, Gottfried Hansjakob, aus urheberrechtlichen Gründen per Anwalt sein Veto ein, womit einmal mehr „die Stunde der Wahrheit“ für das Projekt schlug.

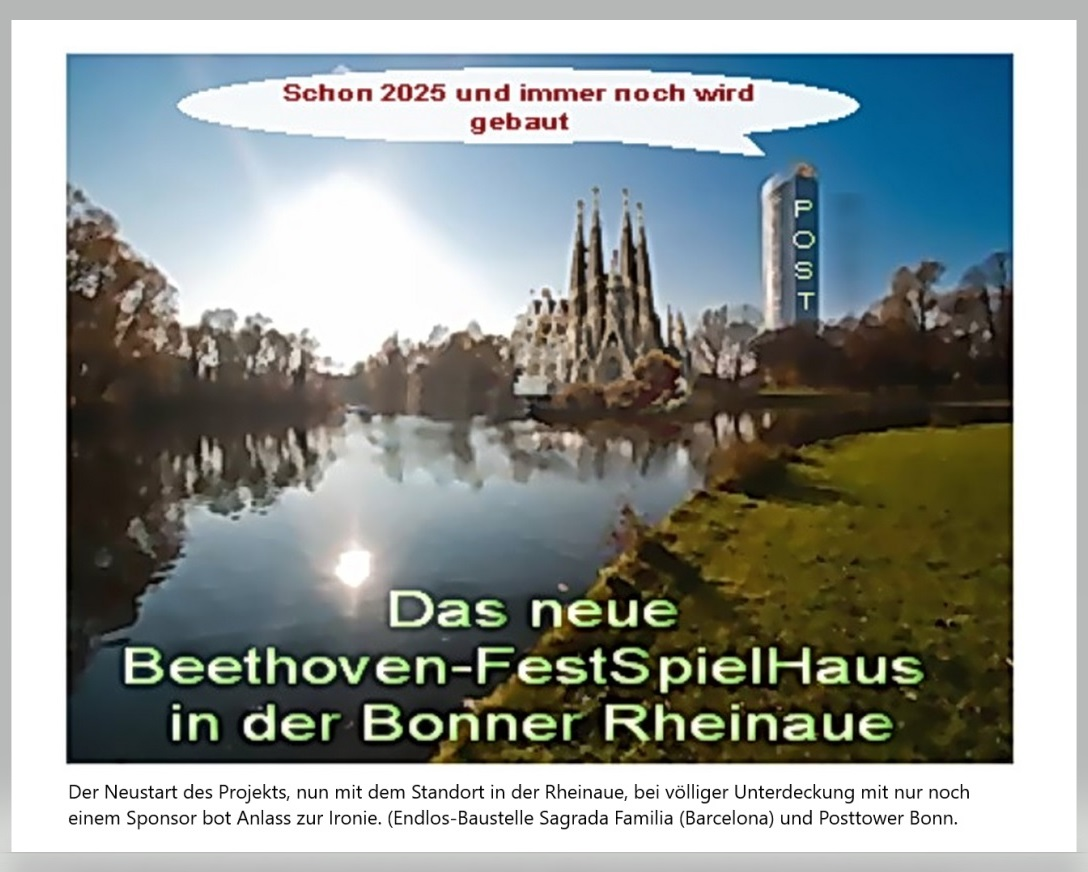
Die unfertige Sagrada Familia („Sühnetempel“) mit Post-Tower. Ironische Analogie zur Festspielhaus-Dauerdebatte von Peter Riemann

Der Rat beschloss am 24. November 2011 unter der Voraussetzung, dass die Post den vorgesehenen Standort in der Rheinaue und die Baukostenfinanzierung in Höhe von 30 Mio. € zusagt, die Verwaltung damit zu beauftragen, ein „Konzept für die nationale und internationale Beethovenpflege zu entwickeln“. Weitere Bestandteile des Beschlusses sehen so aus, dass ein Abriss der Beethovenhalle nicht in Betracht kommt, die Stadt sich nicht an den Investitionskosten beteiligen wird und das neue Haus an dem Standort in unmittelbarer Nähe des Post-Towers errichtet werden soll. Außerdem wurde die Verwaltung beauftragt, die Gründung der Betreiberstiftung vorzubereiten, den Betrieb des Konzertsaales auf „ein verantwortbares Maß, das sich am durch die mittelfristigen Finanzplanung vorgegebenen Handlungsrahmen orientiert und damit keine zusätzliche Belastung für den Haushalt generiert, zu begrenzen“ und mit dem Bauherrn einen Vertrag für das in städtischem Eigentum befindliche Grundstück auszuhandeln. Weiterhin soll die Verwaltung die Sanierungskosten „ermitteln, die eingesetzt werden müssen, um die Beethovenhalle a. als Multifunktionshalle / b. als hochwertigen Konzertsaal zu betreiben“. Als Frist, bis wann die Klärung, ob die „Investitions- und Betriebskosten eines neuen Konzerthauses verbindlich und auskömmlich finanziert werden können“, nannte der Beschluss in Übereinstimmung mit der Beschlussvorlage der Verwaltung den 30. Juni 2012. Der Neustart des Projekts, nun mit dem Standort in der Bonner Rheinaue, bei völliger Unterdeckung mit nur noch einem Sponsor bot Anlass zur Ironie. Über das Verfahren „machte man sich lustig“ und „überregionale Blätter empörten sich“. (Michael Köhler, Interview mit dem Bonner Kulturdezernenten Martin Schumacher am 2. November 2011 im Deutschlandfunk) Gleichzeitig nahm der Druck gegen das Projekt innerhalb der Bonner Bürgerschaft zu. Nicht zuletzt wegen des WCCB-Desasters, bei dem die Verwaltung unter OB Nimptsch in die Kritik geraten war.
Ein vom Präsidenten der Bonner Industrie- und Handelskammer (IHK), Wolfgang Grießl, initiierter Unterstützerkreis, der Freundeskreis „Grießl and friends“, begann im Oktober 2011 eine Kampagne, um einen Teil der Finanzierung des Festspielhauses durch bürgerschaftliches und unternehmerisches Engagement sicherzustellen. Der Freundeskreis wollte 5.000 Unternehmer und Bürger gewinnen, die in den nächsten fünf Jahren jedes Jahr 5.000 Euro für den Neubau spenden. Nachdem Mitte 2012 immer noch Unklarheit über Bauherr und Finanzierung herrschte und kritische Stimmen immer lauter wurden, drängten CDU und Grüne auf eine Entscheidung, „damit eine rechtzeitige Inbetriebnahme des Festspielhauses bis 2020 möglich ist“, so der CDU-Fraktionsvorsitzende Klaus-Peter Gilles.

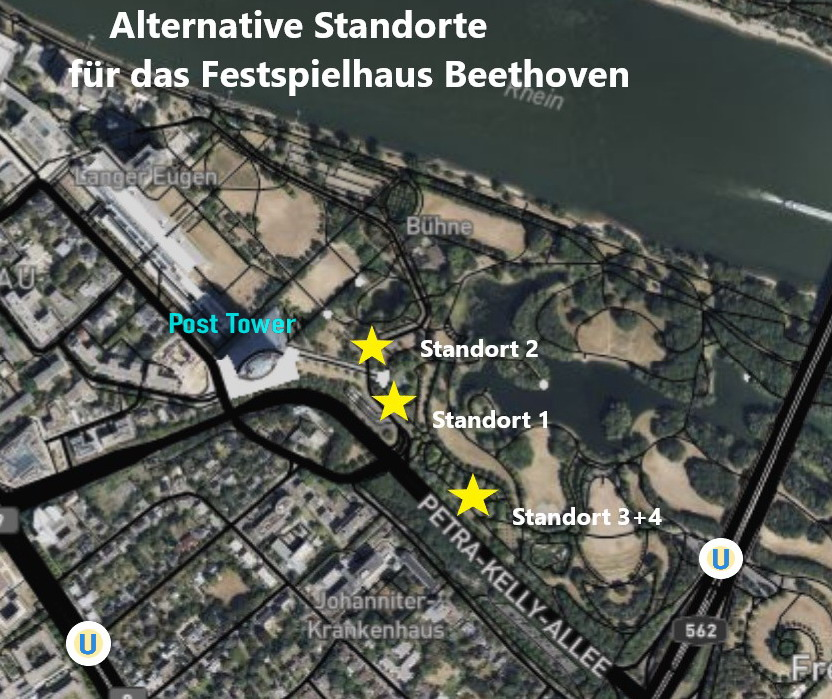
Alternative Standorte für das Festspielhaus in der Rheinaue neben dem Post Tower nach Untersuchungen von Gottfried Hansjakob

In einer Pressekonferenz präsentierte am 29. Juni 2012 Oberbürgermeister Jürgen Nimptsch zusammen mit Vertretern der Stadt Bonn die Ergebnisse der Arbeit, womit ihn der Rat beauftragt hatte. Die Ergebnisse sind zusammengefasst in einer Mitteilungsvorlage für den Rat der Stadt Bonn. Zusammenfassend titelte die Stadt auf ihrer Homepage: „Das Beethoven-Festspielhaus ist finanzierbar“. Zum Zeitpunkt der Presseveröffentlichung des OB war der Standort in der Rheinaue allerdings nur in „ersten Analysen“ mit vier völlig ungeklärten und problembehafteten Varianten bekannt und damit keine Eindeutigkeit in Bezug auf die Baukosten hergestellt. Die Erkenntnis war nicht neu, denn schon im März 2010 kam die Stadtverwaltung in einer vorgelegten „Ergänzenden Standortbewertung“ für den Rheinauenpark/Rheinpavillon zu der Bewertung „sehr eingeschränkt geeignet“ (siehe Abschnitt 2, Standort). Auch war der Sachstand zur Finanzierung des Projektes im Kulturausschuss noch nicht diskutiert. Die Finanzierbarkeit wurde aber in Bezug auf die Bau- und Betriebskosten und den später entwickelten Businessplan immer wieder angezweifelt.
Nachdem im September 2012 auch die Beueler Rheinaue als Standort ins Spiel gebracht worden war, wurde mit Beginn des Jahres 2013 noch einmal auf der Homepage der Stadt Bonn die zukünftige Realisierung für einen „akustisch höchsten Ansprüchen genügenden Konzertsaal“ dargelegt und dort die vier verschiedenen Standortvarianten im Bereich Rheinaue/Rheingarten, jeweils für den Entwurf „Diamant“ (Hadid) und „Welle“ (Valentiny) abrufbar gemacht.
Mit der Mitteilungsvorlage vom 23. September 2013 wird der Aufbau der breiten Basis dokumentiert, mit der nunmehr zügig die nächsten Schritte zur Realisierung des Festspielhauses unternommen werden sollen: „Im Juli 2013 hatte der Oberbürgermeister die Vertreter der Genossenschaft ‚Förderer-Beethoven-Festspielhaus-Bonn eG‘, des ‚Beethoven-Festspielhaus Fördervereins e. V.‘, der ‚Fest.Spiel.Haus.Freunde e. V.‘ und der ‚Bürger-für-Beethoven‘ zu einem Gespräch über das weitere Vorgehen eingeladen.“

## Neuer Anlauf 2014: Zweiter Architektenwettbewerb
Am 23. Juni 2014 machte der Rat der Stadt Bonn den Weg frei für die Realisierung des Beethoven Festspielhaus und stellte ein baureifes Grundstück neben der alten Beethovenhalle zur Verfügung. Zeitgleich begann ein von der Deutschen Post DHL finanzierter (zweiter) Architektenwettbewerb, dessen Ergebnisse Ende Oktober 2014 vorliegen sollten. Neben den bereits im ersten Verfahren Beteiligten (Zaha Hadid, Hermann & Valentiny, David Chipperfield, Arata Isozaki und Murphy/Jahn) konnten nun die Büros von Gerkan, Marg und Partner (Hamburg), UNStudio (Amsterdam, Shanghai, Hongkong), Kadawittfeld (Aachen), Karl-Heinz Schommer (Bonn) und Snøhetta (Architekturbüro) (Oslo/New York) teilnehmen. Aufgrund der geänderten Randbedingungen (reduziertes Baubudget, geringeres Bauvolumen, anderes Baufeld) wurde für das 2. Verfahren eine vollständige Wiederholung des Entwicklungs- und Abstimmungsprozesses des Raum- und Funktionsprogramms erforderlich. Für das Projekt, dessen „Realisierung bis zum 2. Quartal 2019 vorgesehen“ war, wurde eine „Kostensicherheit bezogen auf 70 Mio. Euro inkl. NK und MwSt. gesamt“ gefordert. Aus den Beiträgen der neu aufgeforderten Büros, die durch ein ergänzendes Präqualifikationsverfahren ermittelt wurden und den fünf teilweise veränderten Teilnehmerentwürfen der ersten Stufe wurden diesmal durch ein Auswahlgremium, das aus Sach- und Fachpreisrichter bestand, im Oktober die Vorschläge von Chipperfield, Kadawittfeld und Valentiny ausgewählt.
Allerdings war nach wie vor offen, ob sich das Projekt überhaupt rechnen würde, da der Business-Plan für das Festspielhaus mit einem Defizit von rund zwei Millionen Euro endete. „Die Autoren mussten“, so ein Experte zum Bonner Generalanzeiger, „teilweise Durchschnittswerte ansetzen, weil man heute nicht weiß, was gebaut wird, wenn gebaut wird.“ Es war daher nicht verwunderlich, dass das Projekt als „Schwarzes-Peter-Spiel der Bonner Politik“ immer weiter in die Kritik geriet.
Für das 2. Wettbewerbsverfahren wurde von denjenigen Büros, die im 1. Verfahren die alte Beethovenhalle mit dem Neubau verbunden hatten, lediglich David Chipperfield eingeladen, Allies and Morisson, Antonio Citterio sowie Schuster Architekten hingegen nicht. Die Abrissbefürworter (Hadid, Valentiny, Isozaki und Murphy/Jahn) überarbeiteten ihre Entwürfe, bzw. planten für das vorgegebene Baufeld südöstlich der Beethovenhalle an der Theaterstrasse völlig um. An diese Vorgabe hielten sich auch die neu hinzugekommenen Büros, bis auf den Bonner Karl-Heinz Schommer, der sein Gebäude nordöstlich am Schiffsanleger (Wachsbleiche) positionierte, es – bauordnungsrechtlich unzulässig – über das Rheinufer auskragen ließ und damit ausschied.
„Die Jury empfahl den Investoren, die drei ausgewählten Architektenteams zu bitten, ihre Entwürfe zu überarbeiten“. Ob es dazu kam, ist nicht bekannt. Der in der Ausschreibung geforderte Nachweis der Einhaltung der Baukosten wurde ebenso wenig veröffentlicht, wie das Wettbewerbsprotokoll, aus dem man die Bewertung zur kontextuellen Einbettung des Neubaus hätte erkennen können. Hieß es doch in der Ausschreibung: Die „Kuppel über dem Großen Saal macht die Beethovenhalle zu einem markanten Gebäude, das die Stadtsilhouette entlang des Rheins im Bereich des Bonner Nordens maßgeblich prägt. Der Umgang und die Auseinandersetzung mit der aus dieser Nachbarschaft entstehenden besonderen städtebaulichen Situation ist ein weiterer wesentlicher Teil der Verfahrensaufgabe“. Es existiert aber eine fachliche Einschätzung eines Kölner Architekturmagazins zu den drei ausgewählten Architekturikonen, ob und wie sie mit dem gewünschten Bilbao-Effekt auf ihr Umfeld reagieren. Obwohl die Standortfrage nun geklärt war (südlich der Beethovenhalle) blieben im Frühjahr 2015 noch allzu viele Fragen offen.

## Ende des Projekts
Nachdem die Deutsche Telekom im September 2010 und die Postbank im September 2011 ihren Ausstieg aus dem Projekt erklärt hatten (siehe Ausstieg wichtiger Geldgeber), erklärte der verbliebene Sponsor Deutsche Post, der noch im Januar 2014 für Varianten offen war, im Juni 2015 den Rückzug aus dem Projekt. Frank Appel, Vorstandsvorsitzender der Deutschen Post AG, begründete den Entschluss damit, dass der „notwendige Schulterschluss vor allem in der Stadt ausgeblieben“ sei. Das Projekt habe so keine Zukunft und sei auch für Sponsoren nicht hinreichend attraktiv. Somit galt das Projekt als beendet.
Bonns Oberbürgermeister Jürgen Nimptsch bedauerte die Entscheidung der Post „außerordentlich“, zumal der Stadtrat der Verwaltung gefolgt war und noch am 15. Mai 2015 den Bürgervorschlag „Nein zum Festspielhaus“, im Rahmen des Bürgerdialogs zum Haushalt 2015/2016, mehrheitlich abgelehnt hatte.
Stephan Eisel, Vorsitzender des Bonner Kulturvereins Bürger für Beethoven, sprach von „einer Riesen-Blamage für den Bonner Oberbürgermeister, seinen Kulturdezernenten und die Kommunalpolitik insgesamt“.
Zeitgleich mit dem endgültigen Aus für das Projekt wurde nämlich in der Beschlussvorlage vom 15. Juli 2015 „Die Verwaltung ermächtigt... gemeinsam mit der Deutschen Post AG, der Sparkasse KölnBonn, dem Rhein-Sieg-Kreis, dem Beethoven-Festspielhaus Förderverein e. V. und der Förderer-Beethoven-Festspielhaus-Bonn eG die ‚Stiftung Festspielhaus Beethoven in Bonn‘ zu gründen“. Als „Eventuelle Begründung der Dringlichkeit“ für die verspätete Beschlussvorlage zur Betreiberstiftung, mit der die Verwaltung im Jahr 2011 beauftragt wurde, ist angeführt, dass die „vom Rat in Auftrag gegebenen Plausibilitätsprüfung des Businessplans erst am 11.06.2015 vorgestellt werden konnte“.
Vier Monate später erklärte der scheidende Oberbürgermeister zum gescheiterten Festspielhaus, indem er auf die Amtszeit seiner Vorgängerin Bärbel Dieckmann verwies: Er sei dafür nicht verantwortlich. „Es gab keine belastbare Aussage, dass die Finanzierung steht“ und weiter im Interview: Verwaltung und Politik hätten sehr gut gearbeitet, meint er. Dass die Post aus dem Projekt ausgestiegen sei, müsse sie alleine verantworten. „Hätte, hätte, Fahrradkette! Hätte die damalige Jury damals einen Entwurf genommen, also 2008, der die Beethovenhalle hätte stehen lassen (siehe „privatrechtliches Wettbewerbsverfahren“ im Artikelabschnitt: Architektenentwürfe), dann wäre es vielleicht noch gegangen, und man hätte noch die Telekom mit ins Boot holen können. Aber das war nun mal nicht so.“
Am 21. Oktober 2019 berichtete der General-Anzeiger unter dem Titel: „So war das mit dem Festspielhaus“, dass der ehem. Oberbürgermeister Jürgen Nimptsch Post und Telekom für das Scheitern des Festspielhauses verantwortlich macht. Darauf antwortet Stephan Eisel, als Vorstand der Beethoventaler-Genossenschaft, die zur privaten Finanzierung des Festspielhaus-Baus beitragen wollte, indem er dem ehemaligen OB ein erhebliches Maß an Verantwortung für das Scheitern des Festspielhauses zubilligt: „Er [Nimptsch] sei ja dafür gewesen. Es gehört schon viel Chuzpe dazu, die Wahrheit so auf den Kopf zu stellen.“

### Stadt und Sponsoren
- Hans Weingartz: Monolith oder Diamant?, Bericht anlässlich der Ausstellung der Architektenentwürfe in der Lounge des Bonner Posttowers, 26. Februar 2009
- Wolfgang Pehnt: Zum drohenden Abriss der Bonner Beethovenhalle., rhein:raum – Bonner Magazin, 21. Mai 2009
- Andreas Denk: Ganz nach Fürsten Art, rhein:raum – Bonner Magazin, 28. Juni 2009
- Bonner gründen Fest.Spiel.Haus.Freunde e. V., Beschreibung des Vereins, Deutsches Musik informationszentrum, 18. Jan. 2010
- Hans Weingartz: Wolkenkuckucksheim – Was kostet das Festspielhaus Beethoven?, rhein:raum online, Bonner Magazin, 7. Februar 2010,
- Peter Riemann: Im Zweifel Volksentscheid – Basisdemokratische Elemente im Bonner Kulturkarneval., „Politik und Kultur“, der architekt, BDA Bonn, Heft 3, 2010, ISSN 0003-875X S. 40–45.
- Andreas MühL Bonner Festspielhaus – Scheitern inklusive, General-Anzeiger (Bonn), 28. August 2012 mit 19 weiteren Verlinkungen zum Thema „Beethoven Festspielhaus“
- Stephan Eisel: Die Nimptsch-Bilanz., Website des Vorsitzenden von Bürger für Beethoven (PDF), 19. Oktober 2015
- Kulturedakteur Reinhard Hübsch formuliert im Deutschlandfunk seine Bedenken gegen das geplante Beethoven-Festspielhaus in Bonn., Gespräch vom 20. November 2012

### Chronologie
- Kleine Festspielhaus-Chronik: Von Frühjahr 2003 bis 8. April 2010. General-Anzeiger (Bonn) vom 9. April 2010
- Es war einmal ein Festspielhaus, Laura Breitkopf in AKUT Heft 339 (2015): „Die Verwüstung – Wie sich Bonn verändern wird“, Studierendenmagazin für die Universität Bonn
- Chronik zum Bonner Festspielhaus., Chronologie auf 53 Seiten im General-Anzeiger (Bonn), 18. Juli 2019

### Beschlusslage und Meldungen der Stadt Bonn
- Grundsatzbeschluss des Rates der Stadt Bonn vom 13. Juni 2007
- Anlage zum Grundsatzbeschluss des Rates der Stadt Bonn: Festspielhaus Beethoven – Städtebauliche Rahmenbedingungen und Zielsetzungen (PDF-Datei; 42 kB)
- Festspielhaus Beethoven, Homepage der Stadt Bonn mit aktiven Links, Dezember 2009

### Architekten/Finalisten
- Dokumentation des 1. Wettbewerbs, „WA“-Wettbewerbe Aktuell, April 2009
- Dokumentation des 2. Wettbewerbs, „WA“-Wettbewerbe Aktuell, Januar 2015
- Entwurfsinszenierung zur Welle für das Beethoven Festspielhaus, Video von VALENTINY hvp architects
- Bildergalerie der zweiten Stufe des Wettbewerbs zum Beethoven Festspielhaus mit den drei Preisträgern: David Chipperfield Architects, kadawittfeldarchitektur und Valentiny hvp Architects